# Slobozia, Moldavien
Slobozia (ryska: Слободзея, Slobodzeja) är en ort i Moldavien. Den ligger i distriktet Unitatea Teritorială din Stînga Nistrului, i den sydöstra delen av landet, vid östra sidan av floden Dnestr i regionen Transnistrien. Slobozia ligger 24 meter över havet och antalet invånare är 15 356.
Terrängen runt Slobozia är huvudsakligen platt, men västerut är den kuperad. Trakten runt Slobozia består till största delen av jordbruksmark.